# (14656) Lijiang
(14656) Lijiang est un astéroïde de la ceinture principale.

## Description
(14656) Lijiang est un astéroïde de la ceinture principale. Il fut découvert le 29 décembre 1998 à la station de Xinglong par le programme Beijing Schmidt CCD Asteroid Program. Il présente une orbite caractérisée par un demi-grand axe de 2,72 UA, une excentricité de 0,04 et une inclinaison de 9,9° par rapport à l'écliptique.

## Compléments